# Paul Drouot
Paul Drouot (Vouziers, 21 maggio 1886 – Aix-Noulette, 9 giugno 1915) è stato un poeta francese.
Discendente di Antoine Drouot, nasce orfano di padre, morto qualche mese prima, e in piene difficoltà economiche famigliari. La madre, musicista che sopravvive con lezioni di piano e di canto, si rifugia con il figlio a Parigi, lasciando un fratello del poeta presso la famiglia del marito. Il ragazzo cresce anche grazie al nonno, Achille Cotelle, che li ha seguiti dopo un tracollo finanziario doloso della banca per cui lavora, ma quando Paul ha 12 anni muore anche il nonno e lui resta solo con la madre, per la quale sente grande affetto e gratitudine.  
Partito per la prima guerra mondiale, vi resta ucciso. Rimangono di lui diverse raccolte di poesie e un romanzo incompiuto: Eurydice deux fois perdue (Euridice due volte perduta), pubblicato nel 1921 con prefazione di Henri de Régnier, che gli riconosce grande talento e lirismo. Pare che a ispirarlo nella figura di Euridice sia stata una sorella della scrittrice Paule Régnier, dal Journal della quale, pubblicato postumo nel 1953, si scopre che anche lei ne fosse a quel tempo innamorata.

## Opere
- La Chanson d'Eliacin (Psyché, 1906)
- La Grappe de raisin (La Phalange, 1908)
- Sous le vocable du chêne (Dorbon aïné, 1910)
- Derniers vers (La Belle Edition, 1920)
- Eurydice deux fois perdue, roman poétique (Société Littéraire de France, 1921)